# Charles Pacôme
Charles Pacôme   (Bergues, 5 de novembre de 1902 - Wasquehal, 1 d'octubre de 1978) va ser un lluitador francès, especialista en lluita lliure, que va competir durant les dècades de 1920 i 1930.
El 1928 va prendre part en els Jocs Olímpics d'Amsterdam, on guanyà la medalla de plata en la competició del pes lleuger del programa lluita lliure. Quatre anys més tard, als Jocs de Los Angeles, guanyà la medalla d'or en la mateixa prova del programa lluita lliure.
En el seu palmarès també destaca una medalla de bronze al campionat d'Europa de lluita.